# Diddy — Dirty Money
Diddy — Dirty Money — американський музичний гурт, що складається з його засновника Diddy, а також Дон Річард та Каленні Гарпер.

## Дискографія
- 2010 — Last Train to Paris

## Відеокліпи
- 2009 — «Angels»
- 2009 — «Love Come Down»
- 2010 — «Angels» (ремікс) (за участі Rick Ross)
- 2010 — «Hello Good Morning» (за участі T.I. та Rick Ross)
- 2010 — «Hello Good Morning» (ремікс) (за участі Rick Ross та Nicki Minaj)
- 2010 — «Loving You No More» (за участі Drake)
- 2010 — «Coming Home» (за участі Skylar Grey)
- 2010 — «Ass On The Floor» (за участі Swizz Beatz)
- 2010 — «Someone To Love Me»
- 2010 — «I'm on You» (Тіматі за участі Diddy — Dirty Money)
- 2011 — «I Hate That You Love Me»
- 2011 — «Yesterday» (за участі Кріса Брауна)
- 2011 — «Your Love» (за участі Rick Ross та Trey Songz)
- 2011 — «Looking For Love» (за участі Usher)